# Japán az 1928. évi téli olimpiai játékokon
Japán a svájci St. Moritzban megrendezett 1928. évi téli olimpiai játékok egyik részt vevő nemzete volt. Az országot az olimpián 3 sportágban 6 sportoló képviselte, akik érmet nem szereztek. Japán, és ezzel együtt ázsiai ország először vett részt a téli olimpiai játékokon.

## Északi összetett
| Versenyző        | Sífutás | Sífutás | Sífutás | Síugrás    | Síugrás  | Síugrás | Síugrás | Összesítés | Összesítés |
| Versenyző        | Sífutás | Sífutás | Sífutás | 1. ugrás   | 2. ugrás | Össz.   | Össz.   | Összesítés | Összesítés |
| Versenyző        | Idő     | Pont    | Hely.   | Távolság   | Távolság | Pont    | Hely.   | Pont       | Helyezés   |
| ---------------- | ------- | ------- | ------- | ---------- | -------- | ------- | ------- | ---------- | ---------- |
| Takefusi Szakuta | 2:04:20 | 6,375   | 20.     | nem indult | kiesett  | kiesett | kiesett | kiesett    | kiesett    |

## Sífutás
| Versenyző        | Versenyszám | Eredmény      | Helyezés      |
| ---------------- | ----------- | ------------- | ------------- |
| Takefusi Szakuta | 50 km       | 6:08:50       | 26.           |
| Takefusi Szakuta | 18 km       | 2:04:20       | 31.           |
| Jazava Takeo     | 18 km       | 2:02:29       | 27.           |
| Takahasi Szubaru | 18 km       | 2:10:57       | 37.           |
| Takahasi Szubaru | 50 km       | 6:05:25       | 25.           |
| Aszó Takedzsi    | 50 km       | nem ért célba | nem ért célba |
| Nagata Minoru    | 50 km       | 6:02:24       | 24.           |
| Nagata Minoru    | 18 km       | 2:04:23       | 32.           |

## Síugrás
| Versenyző    | 1. ugrás | 2. ugrás | Összesítés | Összesítés |
| Versenyző    | Távolság | Távolság | Pont       | Helyezés   |
| ------------ | -------- | -------- | ---------- | ---------- |
| Ban Motohiko | 34,0~    | 39,0     | 4,000      | 38.        |

~ - az ugrás során elesett